# Дренов До (Језеро)
Дренов До је насељено мјесто у општини Језеро, Република Српска, БиХ. Према попису становништва из 1991. у насељу је живјело 145 становника.

## Историја
Насељено мјесто Дренов До се до Рата у Босни и Херцеговини (1992—1995) налазило у цјелини у општини Јајце.

## Становништво
| Националност       | 1991. | 1981. | 1971. | 1961. |
| Срби               | 144   | 216   | 222   |       |
| Југословени        | 1     | 6     |       |       |
| остали и непознато |       |       |       |       |
| Укупно             | 145   | 222   | 222   | 178   |

| Демографија | Демографија | Демографија |
| Година      | Становника  | Становника  |
| ----------- | ----------- | ----------- |
| 1961.       | 178         |             |
| 1971.       | 222         |             |
| 1981.       | 222         |             |
| 1991.       | 145         |             |